# Universidade Cenderawasih
Universidade Cenderawasih (em indonésio:  Universitas Cenderawasih) é uma universidade pública situada em Jayapura, província de Papua, Indonésia. Ela foi fundada em 10 de novembro de 1962.
A Universidade Cenderawasih é a mais antiga e principal instituição de ensino superior da província da Papua. Ela abriga faculdades de economia, de direito, de educação, de medicina, de engenharia e de ciências sociais.
A Universidade Cenderawasih é dividida em dois campi: 
- Kampus Lama (campus velho), que fica no bairro Abepura, situado no subúrbio de Jayapura; e
- Kampus Baru (campus novo), que fica na encosta do vale de Waena.

## Alunos notáveis
- Boaz Solossa (ex-jogador da seleção indonésia de futebol, bacharel em economia pela Universidade).[2]